# ETV2
ETV2 ist der zweite öffentlich-rechtliche Sender Estlands.

## Geschichte
ETV2 ging mit den Olympischen Spielen 2008 auf Sendung. Am 25. August 2008 setzte ETV2 sein Programm mit der Ausstrahlung von Kinder- und Jugendsendungen fort.